# Genesis-diszkográfia
A Genesis-diszkográfia a Genesis brit progresszív rock együttes (tagjai: Phil Collins, Mike Rutherford, Tony Banks, Chester Thompson, Daryl Stuermer. Korábbi tagok: Peter Gabriel, Steve Hackett, Anthony Phillips and John Mayhew) diszkográfiája, amely 15 stúdióalbumot, 6 koncertalbumot és 6 válogatásalbumot, valamint 42 kislemezt tartalmaz. Az együttes első stúdióalbuma, a From Genesis to Revelation 1969 márciusában jelent meg és csak a 170. helyezést tudta elérni az amerikai Billboard 200 listán. A következő öt évben évente jelentek meg a stúdióalbumaik, 1973-ban 2 lemez jelent meg, 1 stúdióalbum és 1 élő album.

## Stúdióalbumok
| Év   | Album részletei | Legmagasabb pozíció | Legmagasabb pozíció | Legmagasabb pozíció | Legmagasabb pozíció | Legmagasabb pozíció | Legmagasabb pozíció | Legmagasabb pozíció | Legmagasabb pozíció | Legmagasabb pozíció | Legmagasabb pozíció | Legmagasabb pozíció | Minősítés                                                           |
| Év   | Album részletei | UK                  | AT                  | BE                  | FI                  | FR                  | GE                  | NL                  | NO                  | SE                  | SW                  | US                  | Minősítés                                                           |
| ---- | --- | ------------------- | ------------------- | ------------------- | ------------------- | ------------------- | ------------------- | ------------------- | ------------------- | ------------------- | ------------------- | ------------------- | ------------------------------------------------------------------- |
| 1969 | From Genesis to Revelation - Megjelent: 1969. március 7. - Kiadó: UK Decca; US (no initial issue); subsequent US London - Formátum: CD, CS, LP | —                   | —                   | —                   | —                   | —                   | —                   | —                   | —                   | —                   | —                   | 170                 |                                                                     |
| 1970 | Trespass - Megjelent: 1970. október 23. - Kiadó: UK Charisma; US Impulse - Formátum: CD, CS, LP                                                | 98                  | —                   | 1                   | —                   | —                   | —                   | —                   | —                   | —                   | —                   | —                   |                                                                     |
| 1971 | Nursery Cryme - Megjelent: 1971. november 12. - Kiadó: UK Charisma; US Charisma (Buddah) - Formátum: CD, CD, LP                                | 39                  | —                   | —                   | —                   | —                   | —                   | —                   | —                   | —                   | —                   | —                   |                                                                     |
| 1972 | Foxtrot - Megjelent: 1972. október 6. - Kiadó: UK Charisma; US Charisma (Buddah) - Formátum: CD, CS, LP                                        | 12                  | —                   | —                   | —                   | —                   | 45                  | —                   | —                   | —                   | —                   | —                   | FRA: aranylemez                                                     |
| 1973 | Selling England by the Pound - Megjelent: 1973. október 12. - Kiadó: UK Charisma; US Charisma (Atlantic) - Formátum: CD, CS, LP                | 3                   | —                   | —                   | —                   | —                   | —                   | —                   | —                   | —                   | —                   | 70                  | FRA: aranylemez UK: ezüstlemez US: aranylemez                       |
| 1974 | The Lamb Lies Down on Broadway - Megjelent: 1974. november 18. - Kiadó: UK Charisma; US ATCO - Formátum: CD, CS, LP                            | 10                  | —                   | —                   | —                   | —                   | —                   | —                   | —                   | —                   | —                   | 41                  | FRA: aranylemez UK: ezüstlemez US: aranylemez                       |
| 1976 | A Trick of the Tail - Megjelent: 1976. február 20. - Kiadó: UK Charisma; US ATCO - Formátum: CD, CS, LP                                        | 3                   | —                   | —                   | —                   | —                   | 43                  | —                   | —                   | 17                  | —                   | 31                  | FRA: aranylemez UK: ezüstlemez US: aranylemez                       |
| 1976 | Wind & Wuthering - Megjelent: 1976. december 27. - Kiadó: UK Charisma; US ATCO - Formátum: CD, CS, LP                                          | 7                   | —                   | —                   | —                   | —                   | 19                  | —                   | 12                  | 21                  | —                   | 26                  | FRA: aranylemez UK: aranylemez US: aranylemez                       |
| 1978 | …And Then There Were Three… - Megjelent: 1978. április 7. - Kiadó: UK Charisma; US Atlantic - Formátum: CD, CS, LP                             | 3                   | 17                  | —                   | —                   | —                   | 2                   | —                   | 7                   | 22                  | —                   | 14                  | FRA: aranylemez GER: aranylemez UK: ezüstlemez US: platinalemez     |
| 1980 | Duke - Megjelent: 1980. március 28. - Kiadó: UK Charisma; US Atlantic - Formátum: CD, CS, LP                                                   | 1                   | 14                  | —                   | —                   | —                   | 2                   | —                   | 4                   | 9                   | —                   | 11                  | FRA: aranylemez UK: platina US: platina                             |
| 1981 | Abacab - Megjelent: 1981. szeptember 18. - Kiadó: UK Charisma; US Atlantic - Formátum: CD, CS, LP                                              | 1                   | —                   | —                   | —                   | —                   | 6                   | —                   | 4                   | 11                  | —                   | 7                   | FRA: aranylemez GER: aranylemez UK: aranylemez US: 2x multi platina |
| 1983 | Genesis - Megjelent: 1983. október 3. - Kiadó: UK Charisma/Virgin; US Atlantic - Formátum: CD, CS, LP                                          | 1                   | 2                   | —                   | —                   | —                   | 1                   | —                   | 2                   | 12                  | 2                   | 9                   | FRA: platina GER: platina UK: 2x platina US: 4x multi platina       |
| 1986 | Invisible Touch - Megjelent: 1986. június 9. - Kiadó: UK Charisma/Virgin; US Atlantic - Formátum: CD, CS, LP                                   | 1                   | 5                   | —                   | —                   | 8                   | 2                   | —                   | 3                   | 4                   | 4                   | 3                   | FRA: platina GER: platina UK: 4x platina US: 6x platina             |
| 1991 | We Can’t Dance - Megjelent: 1991. november 11. - Kiadó: UK Virgin; US Atlantic - Formátum: CD, CS, LP                                          | 1                   | 1                   | —                   | —                   | 2                   | 1                   | 97                  | 1                   | 4                   | 1                   | 4                   | FRA: 2x platina GER: 9x arany UK: 5x platina US: 4x platina         |
| 1997 | Calling All Stations - Megjelent: 1997. szeptember 1. - Kiadó: UK Virgin; US Atlantic - Formátum: CD, CS, LP                                   | 2                   | 6                   | 13                  | 19                  | 5                   | 2                   | 9                   | 2                   | 11                  | 3                   | 54                  | FRA: aranylemez GER: aranylemez UK: ezüstlemez                      |

## Válogatásalbumok
| 1976                                                      | The Best...Genesis - Megjelent: - Kiadó: Charisma - Formátum: LP                                            | —   | —   | —  |                |
| 1986                                                      | Reflection-Rock Theatre - 1975 - Megjelent: - Kiadó: Virgin - Formátum: CD                                  | —   | —   | —  |                |
| 1998                                                      | Genesis Archive 1967–75 - Megjelent: 1998. június 22. - Kiadó: Atlantic, EMI - Formátum: digitális letöltés | 35  | —   | 75 |                |
| 1999                                                      | Turn It On Again: The Hits - Megjelent: 1999. október 26. - Kiadó: Atlantic - Formátum: CD                  | 4   | 65  | 1  | US: aranylemez |
| 2000                                                      | Genesis Archive 2: 1976–1992 - Megjelent: 2000. november 6. - Kiadó: - Formátum:                            | 103 | —   | —  |                |
| 2004                                                      | Platinum Collection - Megjelent: 2004. november 16. - Kiadó: EMI - Formátum: CD                             | 21  | 100 | 15 |                |
| 2007                                                      | Turn It On Again: The Hits - The Tour Edition - Megjelent: 2007. június 4. - Kiadó: EMI - Formátum: CD      | 5   | 132 | 9  |                |
| a "—" jel azt jelenti, hogy az album nem ért el helyezést | |     |     |    |                |

## Koncertalbumok
| Év   | Album részletei                                                                    | Legmagasabb helyezés | Legmagasabb helyezés | Legmagasabb helyezés | Legmagasabb helyezés | Legmagasabb helyezés | Legmagasabb helyezés | Legmagasabb helyezés | Legmagasabb helyezés | Legmagasabb helyezés | Legmagasabb helyezés | Minősítés      |
| Év   | Album részletei                                                                    | UK                   | AT                   | BE                   | FR                   | GE                   | NL                   | NO                   | SE                   | SW                   | US                   | Minősítés      |
| ---- | ---------------------------------------------------------------------------------- | -------------------- | -------------------- | -------------------- | -------------------- | -------------------- | -------------------- | -------------------- | -------------------- | -------------------- | -------------------- | -------------- |
| 1973 | Genesis Live - Megjelent: 1973. augusztus 3. - Kiadó: Charisma                     | 9                    | —                    | —                    | —                    | —                    | —                    | —                    | —                    | —                    | 105                  |                |
| 1977 | Seconds Out - Megjelent: 1977. október 21. - Kiadó: Charisma                       | 4                    | —                    | —                    | —                    | 17                   | —                    | —                    | 26                   | —                    | 47                   |                |
| 1982 | Three Sides Live - Megjelent: 1982. június 1. - Kiadó: Charisma                    | 2                    | —                    | —                    | —                    | 22                   | —                    | 14                   | 49                   | —                    | 10                   | US: aranylemez |
| 1992 | The Way We Walk, Vol I: The Shorts - Megjelent: 1992. november 16. - Kiadó: Virgin | 3                    | 8                    | 28                   | —                    | 2                    | 22                   | —                    | 40                   | 4                    | 35                   | US: aranylemez |
| 1993 | The Way We Walk, Vol II: The Longs - Megjelent: 1993. január 11. - Label: Virgin   | 1                    | 12                   | —                    | —                    | 2                    | 5                    | 17                   | 33                   | 3                    | 20                   |                |
| 2007 | Live Over Europe 2007 - Megjelent: 2007. november 26. - Kiadó: Virgin              | 51                   | 47                   | —                    | 93                   | 16                   | 70                   | —                    | —                    | 62                   | —                    |                |

## Box Sets
| 2000                                                | Genesis Archive 2: 1976-1992 - Megjelent: 2000. november 6. - Kiadó: Virgin, Atlantic, Warner Music - Formátum: 3 CD box set                    | —   | —   | —  |
| 2004                                                | Platinum Collection - Megjelent: 2004. november 29. - Kiadó: Virgin (UK), Atlantic/Rhino (US) - Formátum: 3 CD box set                          | 21  | 100 | 15 |
| 2007                                                | Genesis 1976-1982 - Megjelent: 2007. április 2. - Kiadó: EMI (Európa), Atlantic, Rhino (Észak-Amerika) - Formátum: 5 CD box set                 | —   | —   | —  |
| 2007                                                | Genesis 1983-1998 - Megjelent: 2007. november 20. - Kiadó: EMI (Európa) Atlantic, Rhino Records (Észak-Amerika) - Formátum:5 CD, 5 DVD box set  | —   | —   | 57 |
| 2008                                                | Genesis 1970-1975 - Megjelent: 2008. november 10. - Kiadó: EMI (Európa), Atlantic, Rhino (Észak-Amerika) - Formátum:5 CD box set                | 151 | —   | 22 |
| 2009                                                | Genesis Live 1973-2007 - Megjelent: 2009. szeptember 29. - Kiadó: Virgin (UK), Atlantic, Rhino (USA) - Formátum:6 CD box set 8 CD box set (USA) | —   | —   | —  |
| "—" azt jelenti, hogy nem szerepelt a slágerlistán. | |     |     |    |

## Kislemezek
| Év   | Kislemez                              | Legmagasabb helyezés | Legmagasabb helyezés | Legmagasabb helyezés | Legmagasabb helyezés | Legmagasabb helyezés | Legmagasabb helyezés | Legmagasabb helyezés | Legmagasabb helyezés | Legmagasabb helyezés | Legmagasabb helyezés | Album                                   |
| Év   | Kislemez                              | UK                   | US                   | CAN                  | AUS                  | FRA                  | NOR                  | SWE                  | SUI                  | AUT                  | GER                  | Album                                   |
| ---- | ------------------------------------- | -------------------- | -------------------- | -------------------- | -------------------- | -------------------- | -------------------- | -------------------- | -------------------- | -------------------- | -------------------- | --------------------------------------- |
| 1968 | The Silent Sun                        | —                    | —                    | —                    | —                    | —                    | —                    | —                    | —                    | —                    | —                    | From Genesis to Revelation              |
| 1968 | A Winter's Tale                       | —                    | —                    | —                    | —                    | —                    | —                    | —                    | —                    | —                    | —                    | nem jelent meg nagylemezen              |
| 1969 | Where the Sour Turns to Sweet         | —                    | —                    | —                    | —                    | —                    | —                    | —                    | —                    | —                    | —                    | From Genesis to Revelation              |
| 1971 | The Knife (Part 1)                    | —                    | —                    | —                    | —                    | —                    | —                    | —                    | —                    | —                    | —                    | Trespass                                |
| 1972 | Happy the Man                         | —                    | —                    | —                    | —                    | —                    | —                    | —                    | —                    | —                    | —                    | nem jelent meg nagylemezen              |
| 1974 | I Know What I Like (In Your Wardrobe) | 21                   | —                    | —                    | —                    | —                    | —                    | —                    | —                    | —                    | —                    | Selling England by the Pound            |
| 1974 | Counting Out Time                     | —                    | —                    | —                    | —                    | —                    | —                    | —                    | —                    | —                    | —                    | The Lamb Lies Down on Broadway          |
| 1975 | The Carpet Crawlers                   | —                    | —                    | —                    | —                    | —                    | —                    | —                    | —                    | —                    | —                    | The Lamb Lies Down on Broadway          |
| 1976 | A Trick of the Tail                   | —                    | —                    | —                    | —                    | —                    | —                    | —                    | —                    | —                    | —                    | A Trick of the Tail                     |
| 1976 | "Ripples"                             | —                    | —                    | —                    | —                    | —                    | —                    | —                    | —                    | —                    | —                    | A Trick of the Tail                     |
| 1977 | Your Own Special Way                  | 43                   | 62                   | —                    | —                    | —                    | —                    | —                    | —                    | —                    | —                    | Wind and Wuthering                      |
| 1977 | Match of the Day Pigeons†             | 14                   | —                    | —                    | —                    | —                    | —                    | 9                    | —                    | —                    | —                    | Spot the Pigeon                         |
| 1978 | Follow You Follow Me                  | 7                    | 23                   | 25                   | 16                   | —                    | —                    | —                    | 6                    | 15                   | 8                    | ...And Then There Were Three...         |
| 1978 | Many Too Many                         | 43                   | —                    | —                    | —                    | —                    | —                    | —                    | —                    | —                    | 41                   | ...And Then There Were Three...         |
| 1978 | Go West Young Man (In the Motherlode) | —                    | —                    | —                    | —                    | —                    | —                    | —                    | —                    | —                    | —                    | ...And Then There Were Three...         |
| 1980 | Turn It on Again                      | 8                    | 58                   | —                    | —                    | —                    | —                    | —                    | —                    | —                    | 66                   | Duke                                    |
| 1980 | Duchess                               | 46                   | —                    | —                    | —                    | —                    | —                    | —                    | —                    | —                    | —                    | Duke                                    |
| 1980 | Misunderstanding                      | 42                   | 14                   | 1                    | —                    | —                    | —                    | —                    | —                    | —                    | —                    | Duke                                    |
| 1981 | Abacab                                | 9                    | 26                   | 11                   | 35                   | —                    | 8                    | —                    | —                    | —                    | 28                   | Abacab                                  |
| 1981 | No Reply at All                       | —                    | 29                   | 7                    | 74                   | —                    | —                    | —                    | —                    | —                    | —                    | Abacab                                  |
| 1981 | Keep It Dark                          | 33                   | —                    | —                    | —                    | —                    | —                    | —                    | —                    | —                    | —                    | Abacab                                  |
| 1982 | Man on the Corner                     | 41                   | 40                   | 28                   | —                    | —                    | —                    | —                    | —                    | —                    | —                    | Abacab                                  |
| 1982 | Paperlate You Might Recall‡           | 10                   | 32                   | 25                   | 73                   | —                    | —                    | —                    | —                    | —                    | 36                   | 3X3                                     |
| 1983 | Mama                                  | 4                    | 73                   | 43                   | 45                   | 3                    | 3                    | 2                    | 2                    | 10                   | 4                    | Genesis (album)                         |
| 1983 | That's All                            | 16                   | 6                    | 14                   | 62                   | —                    | —                    | —                    | 15                   | 19                   | 27                   | Genesis (album)                         |
| 1983 | Home by the Sea                       | —                    | —                    | —                    | 80                   | —                    | —                    | —                    | —                    | —                    | —                    | Genesis (album)                         |
| 1984 | Illegal Alien                         | 46                   | 44                   | —                    | —                    | —                    | —                    | —                    | —                    | —                    | —                    | Genesis (album)                         |
| 1984 | Taking It All Too Hard                | —                    | 50                   | —                    | —                    | —                    | —                    | —                    | —                    | —                    | —                    | Genesis (album)                         |
| 1986 | Invisible Touch                       | 15                   | 1                    | 6                    | 3                    | —                    | —                    | —                    | 13                   | —                    | 16                   | Invisible Touch                         |
| 1986 | Throwing It All Away                  | 22                   | 4                    | 12                   | 91                   | —                    | —                    | —                    | —                    | —                    | —                    | Invisible Touch                         |
| 1986 | Land of Confusion                     | 14                   | 4                    | 8                    | 21                   | —                    | —                    | 10                   | 8                    | 27                   | 7                    | Invisible Touch                         |
| 1987 | In Too Deep                           | 19                   | 3                    | 15                   | 17                   | —                    | —                    | —                    | —                    | —                    | 55                   | Invisible Touch                         |
| 1987 | Tonight, Tonight, Tonight             | 18                   | 3                    | 19                   | 93                   | —                    | —                    | —                    | —                    | —                    | 23                   | Invisible Touch                         |
| 1991 | No Son of Mine                        | 6                    | 12                   | 1                    | 29                   | 13                   | 4                    | 13                   | 8                    | 7                    | 3                    | We Can't Dance                          |
| 1991 | I Can't Dance                         | 7                    | 7                    | 3                    | 7                    | 9                    | —                    | 13                   | 8                    | 2                    | 4                    | We Can't Dance                          |
| 1992 | Hold on My Heart                      | 16                   | 12                   | 1                    | 63                   | 19                   | —                    | —                    | —                    | —                    | 45                   | We Can't Dance                          |
| 1992 | Jesus He Knows Me                     | 20                   | 23                   | 11                   | 56                   | 27                   | —                    | 38                   | —                    | 26                   | 13                   | We Can't Dance                          |
| 1992 | Never a Time                          | —                    | 21                   | 9                    | —                    | —                    | —                    | —                    | —                    | —                    | 56                   | We Can't Dance                          |
| 1992 | Invisible Touch (élő verzió)          | 7                    | —                    | —                    | —                    | —                    | —                    | —                    | —                    | —                    | —                    | The Way We Walk, Volume One: The Shorts |
| 1993 | Tell Me Why                           | 40                   | —                    | —                    | —                    | 27                   | —                    | —                    | —                    | —                    | 51                   | We Can't Dance                          |
| 1997 | Congo                                 | 29                   | —                    | 28                   | —                    | —                    | —                    | —                    | 32                   | 35                   | 31                   | ...Calling All Stations...              |
| 1997 | Shipwrecked                           | 54                   | —                    | —                    | —                    | —                    | —                    | —                    | —                    | —                    | 82                   | ...Calling All Stations...              |
| 1998 | Not About Us                          | 66                   | —                    | —                    | —                    | —                    | —                    | —                    | —                    | —                    | 81                   | ...Calling All Stations...              |
| 1999 | The Carpet Crawlers 1999              | —                    | —                    | —                    | —                    | —                    | —                    | —                    | —                    | —                    | 72                   | Turn It on Again: The Hits              |
| 2006 | The Silent Sun 2006                   | —                    | —                    | —                    | —                    | —                    | —                    | —                    | —                    | —                    | —                    | Non-album single                        |

## EP-k
| Az album címe   | Megjelent       | Brit listákon |
| --------------- | --------------- | ------------- |
| Spot the Pigeon | 1977. május 20. | UK #14        |
| 3 X 3           | 1982. május 10. | UK #10        |

## Új SACD/DVD kiadások
A Genesis összes albumának – az első album és a koncertfelvételek kivételével – új, dupla lemezes kiadása fog megjelenni. Az első lemez egy hibrid Super Audio CD, a másik pedig DVD-Video, melyen a hanganyag DTS 96/24 formátumban, Dolby Digital 5.1-es hangzásban hallható. A DVD-k ezenkívül a dalokhoz készült promóciós filmeket, klipeket, korábban kiadatlan koncertfelvételeket és az egyes albumokat bemutató új interjúkat tartalmaznak.
- 2007. április 2.

A Trick of the Tail, Wind & Wuthering, …And Then There Were Three…, Duke, Abacab (ezen öt album az Egyesült Királyságban és az USA-ban a Genesis 1976–1982 részeként jelent meg, Kanadában pedig április 24-én egy 6 CD-t és DVD-t tartalmazó csomag formájában került a boltokba)
- 2007. június/július

Genesis, Invisible Touch, We Can't Dance, Calling All Stations
- 2007 vége/2008 eleje

Trespass, Nursery Cryme, Foxtrot, Selling England by the Pound, The Lamb Lies Down on Broadway